# 佐藤健太 (レフェリー)
佐藤 健太（さとう けんた、1979年9月27日- ）は、日本のプロレスのレフェリー。千葉県野田市出身。新日本プロレス所属。

## 経歴
小学生の頃、母親が女子プロレスのファンであったことから一緒にテレビを見るようになり、後に男子のプロレスも見るようになった。
新日本プロレスを離脱していた長州力らが2002年11月にWJプロレスを設立したことにより、スタッフの減った新日本プロレスは輸送部のリングスタッフをホームページで募集。大学卒業後は実家の家業を継ぐ予定であった佐藤は、優遇されると書いてあった大型免許を保持していないから受からないだろうと思いつつ、記念のつもりで応募したら合格。大学卒業後の2003年4月、新日本プロレスにリングスタッフとして入社した。プロレス団体では珍しい新卒採用である。若手が少ない頃は、セコンド業務も担当していた。
2010年6月、タイガー服部、レッドシューズ海野、マーティー浅見に次ぐ第4のレフェリーが必要となったため、会社から異動の指示が出た。本人は恥ずかしがり屋であるため、裏方であるリングスタッフを続けたかったものの、会社の指示に従ってレフェリーに転向。練習を重ね、同年8月24日、新木場1stRING大会の「NEVER」における三上恭佑vs高橋広夢戦でレフェリーデビューを果たした。なお同試合は、高橋にとってもデビュー戦だった。新日本プロレスのレフェリーとしては、田山正雄（2008年に退団）以来となる2人目の生え抜きである。
2018年現在は主に興行序盤の試合を担当しており、興行によっては中盤の試合まで担当している場合もある。これに伴ってヤングライオンの試合は佐藤が裁くことが多い。また、試合中にヒールレスラーから威嚇されて怯む場面や、試合後に暴れるヒールレスラーからの被害に合う場面も見られる。
2018年5月22日の後楽園ホール大会(BEST OF THE SUPER Jr)では、服部・浅見・海野らが序盤から中盤の試合に回り、佐藤がセミファイナル以降の試合を初めて担当した。同大会のメインイベントは、上記の高橋（現・高橋ヒロム）vsエル・デスペラードの試合であった。
タマ・トンガからガンスタンを食らった時受け身がうまく話題となった。